# Malcolm Turnbull
Malcolm Bligh Turnbull (* 24. října 1954 Sydney) je australský politik, právník a bankéř, od září 2015 do srpna 2018 premiér země. Ve funkci nahradil Tonyho Abbotta, kterého vystřídal i v roli předsedy Liberální strany Austrálie. V jejím čele stál Turnbull už v letech 2008–2009.

## Život
Matkou Malcolma Turnbulla byla umělkyně Coral Magnolia Lansburyová. Manželství jeho rodičů se však rozpadlo, matka opustila Austrálii, a tak syna od devíti let vychovával jen otec.
V roce 1986 spoluzaložil advokátní kancelář Turnbull McWilliam. Stal se úspěšným obhájcem a investičním bankéřem.
Od roku 2004 je členem parlamentu. V roce 2007 byl ministrem životního prostředí ve vládě Johna Howarda, od roku 2013 až do září 2015 pak ministrem komunikací v kabinetu Tonyho Abbotta.